# Pachykellya concentrica
Pachykellya concentrica är en musselart som beskrevs av Powell 1927. Pachykellya concentrica ingår i släktet Pachykellya och familjen Neoleptonidae. Inga underarter finns listade i Catalogue of Life.